# Cara o cruz
 (срп. Писмо или глава) мексичко-америчка је теленовела, продукцијске куће Телемундо, снимана 2001.

## Синопсис
Ово је прича о двојици пријатеља: Мартину Алкантари, младом и веселом човеку авантуристичког духа, и Исмаелу Серану, верном, јаком човеку који у себи таји једну забрањену страст.
Та страст има лице жене чије је име Маријана Медина, младе и лепе девојка у потрази за срећом коју јој је судбина отела из руку приликом трагедије која јој је изненада променила живот.
Усред авантура, интрига и конфликата Маријана ће се морати суптротставити Тереси Алкантари, Мартиновој старијој сестри, која ће ће јој постати највећи непријатељ и учинити све како би је уништила.
Тереса се труди бити нежна и умиљата, но када се ради о Маријани и Групи Алкантара њено друго лице пуно зависти и беса не сачека дуго да изађе на видело.
Ту је и Аида, млада, лепа и нежна жена која долази у варошицу Тлалпан како би пронашла срећу и открила прошлост. Ту упознаје Арманда Пескадора, младог адвоката који, без обзира на арогантност који испољава приликом обављања свог посла, не сумња показати и своју лепшу страну лица једноставног, страственог и праведног човека.
У њему Аида проналази велику утешу, подршку и мир. Док ће он за њену љубав бити спреман отпочети борбу против свих препреки без обзира на све тајне и интриге које она скрива од њега.
У овој причи, супостставиће се два паралелна света различитих љубави којима у најтежим тренуцима преостаје само да играју на срећу и баце новчић у ваздух. На чијој ће страни он пасти? Писмо или глава?

## Улоге
| Глумац:            | Улога:                    |
| ------------------ | ------------------------- |
| Ана де ла Регера   | Маријана Медина Аида      |
| Хосе Анхел Љамас   | Исмаел Серано             |
| Хосе Марија Јазпик | Армандо Пескадор          |
| Плутарко Хаза      | Мартин Алкантара          |
| Фабијан Корес      | Аурелијо Салазар          |
| Патрисија Перејра  | Тереса Алкантара          |
| Итари Марта        | Лурдес Алкантара          |
| Жулијета Егурола   | Матилде Соса де Алкантара |
| Енрике Сингер      | Леонардо Медина           |
| Хуан Пабло Абитија | Едуардо Медина            |
| Габријел Роел      | Клаудете                  |
| Хорхе Лават        | Мелћор Хидалго            |
| Патрисијо Кастиљо  | Фиделијо                  |
| Луиса Хуертас      | Хулија                    |
| Алпа Нормандел     | Кони                      |
| Исабел Херера      | Ноеми                     |